# Laura Di Marco
Laura Di Marco   (Buenos Aires, 1968) és una periodista i escriptora argentina. És coneguda pels seus llibres supervendes La Cámpora y Macri: Historia íntima y secreta de la élite argentina que llegó al poder. La seva carrera ha estat marcada per una diversitat de rols i contribucions en els camps de la gràfica, la ràdio, la televisió i la literatura.
Actualment, condueix la setena temporada del seu programa a La Nació Més, La Trama, i el seu programa radial De Ida Y Vuelta a la CNN Ràdio Argentina; i té la seva pròpia columna política a La Nació.
De 2015 a 2019 va ser columnista de Ràdio Mitre en el programa Pensándolo bien, pel qual va rebre dos premis: Martín Fierro de ràdio el 2016 i el 2019. El 2017, Infobae la va nomenar una de les «100 argentins que van marcar el 2017», perquè "el seu llibre Macri, la història íntima i secreta de l'elit argentina que va arribar al poder, va ser el best-seller periodístic de l'any en el rànquing de Cúspide".

## Biografia
Laura Beatriz Di Marco va néixer el 19 de gener de 1968 a Vila Urquiza, Ciutat Autònoma de Buenos Aires, filla d'una mestra, professora de piano i perruquera, i d'un venedor de llibres i cantant de tango. Els seus pares es van divorciar, i quan ella tenia set anys, la seva mare va morir en un accident automobilístic, deixant-la amb la seva àvia materna; el seu pare la veia els caps de setmana.
Va estudiar Sociologia a la Universitat de Buenos Aires, i després va realitzar un postgrau en Periodisme a la Universitat Catòlica Argentina, becada per Clarín i la Fundación Roberto Noble.
Camila, la seva filla, va néixer el 1988, quan tenia 20 anys.

## Trajectòria

### Gràfica
Va iniciar la seva carrera com a columnista a la revista Som el 1992, abans de passar a Télam el 1994, hi va treballar com a periodista fins al 2000. De 2000 a 2003 va treballar com a redactora a l'equip polític de la revista Tres Punts d'Hugo Sigman.
En 2003 va començar a treballar com a columnista del diari La Nació. Allí va escriure pel suplement Enfocaments, Històries amb nom i cognom, La Nación y los intelectuales i Ideas. Des de 2016 té la seva pròpia columna política a la secció d'Opinió del diari.
Va col·laborar amb publicacions de Clarín, La Prensa, revista Noticias entre moltes altres.
Va ser l'única periodista que va entrar a casa l'actual president argentí Javier Milei per escriure amb profunditat sobre el polític al diari La Nación que va titular Javier Milei, los secretos del hombre del momento.

### Ràdio
Els seus inicis van ser com a becària al programa d'Osvaldo "Bebo" Granados a Ràdio Continental.
De 2015 a 2019 va ser columnista de Ràdio Mitre en el programa Pensándolo bien de Jorge Fernández Díaz, aconseguint reconeixements amb dos premis Martín Fierro de ràdio el 2016 i 2019, i va ser qualificat amb cinc estrelles per la Revista Noticias, després de titular-ho "un programa redondo".
En la mateixa ràdio, va conduir el seu propi programa basat en el seu llibre Els Quaderns de Laura, acompanyada d'Adriana Verón entre 2020 i 2021.
Des de 2023 condueix el programa informatiu De Ida y Vuelta a la CNN Radio Argentina, on compta amb la participació d'Alejandro Parmo, Verónica Dalto, Pablo Costas, Ana Gutiérrez Matus i Romina Zuasnabar.

### Televisió
El 2017 va formar part de Mesa de Mujeres, un programa emès per la Nación + juntament amb Andrea Frigerio.
El 2018 va iniciar la seva carrera com a presentadora en La Trama del Poder de La Nació +. Aquest mateix any va ser distingida per l'Associació Argentina de Televisió per Cable (ATVC) com a Millor Programa Periodístic d'Opinió i el 2020 va ser nominada als Premis FUND TV en la categoria de Periodisme de Recerca.

### Llibres
Ha publicat cinc llibres en diversos gèneres literaris, inclosa la política i l'autobiografia.
El primer llibre Las Jefas (2009. Editorial Sudamericana) "busseja en la vida pública i la intimitat emocional de dotze altes executives que lideren en els negocis i en els dos grans diaris del país, Clarí i La Nació".
El seu llibre La Cámpora. Origen e historia de la agrupación política juvenil que nació como apoyo a los gobiernos del matrimonio Kirchner (2012. Editorial Sudamericana) va ser reconegut com un dels llibres de política més llegits des del retorn a la democràcia, amb més de 100.000 d'exemplars venuts.
Cristina Fernández, la verdadera historia (2014. Editorial Sudamericana), va ser el tercer llibre de l'autora, una biografia no autoritzada de l'expresidenta argentina Cristina Kirchner.
En 2017 va ser nomenada per Infobae un dels 100 argentins que van marcar l'any, a causa del seu llibre Macri. Historia íntima y secreta de la élite que llegó al poder y el macrismo en argentina (2017. Editorial Sudamericana). Aquest llibre va ser el best-seller periodístic de l'any en el rànquing de Cúspide, on bolca la informació que va obtenir a partir de quatre entrevistes amb el llavors president, Mauricio Macri.
La seva última publicació, titulada Los cuadernos de Laura (2019), reuneix anotacions íntimes que ella anava fent sobre els seus aprenentatges de diferents teràpies. L'autora compta experiències personals, com quan va perdre a la seva mare.

## Obres
- Las Jefas. Quiénes son, cómo llegaron y cómo viven las ejecutivas más poderosas de la Argentina (2009) - Editorial Sud-americana[21]
- La Cámpora. Origen e historia de la agrupación política juvenil que nació como apoyo a los gobiernos del matrimonio Kirchner  (2012) - Editorial Sud-americana[22][23]
- Cristina Fernández. La verdadera historia  (2014) - Editorial Sud-americana[24]
- Macri. Historia íntima y secreta de la élite que llegó al poder y el macrismo en argentina (2017) - Editorial Sud-americana[25]
- Los cuadernos de Laura. Historias verdaderas sobre el amor, la vida y la resiliencia  (2019) - Editorial Sud-americana[26]

## Premis i reconeixements
| Premis Martin Fierro de Ràdio |                             |                  |           |
| Any                           | Categoria                   | Programa nominat | Resultat  |
| 2016                          | Millor programa periodístic | Pensándolo bien  | Guanyador |
| 2019                          | Millor programa periodístic | Pensándolo bien  | Guanyador |

| Premi d'Associació Argentina de Televisió per Cable (ATVC) |                                      |                    |           |
| Any                                                        | Categoria                            | Programa nominat   | Resultat  |
| 2018                                                       | Millor programa periodístic d'opinió | La Trama del Poder | Guanyador |

| Premis FUND TV |                       |                    |          |
| Any            | Categoria             | Programa nominat   | Resultat |
| 2020           | Periodisme de Recerca | La trama del Poder | Nominat  |